# Virus andin latent de la pomme de terre
Tymovirus latandigenum
Espèce
Synonymes
- Andean potato latent virus (ICTV, 1999)

Le virus andin latent de la pomme de terre ou APLV (acronyme de Andean potato latent virus), nom scientifique Tymovirus latandigenum, est une espèce de phytovirus pathogènes, rattachée au genre Tymovirus et à la famille des Tymoviridae. Ce virus, isolé pour la première fois en 1966 par Gibbs et al à partir de pommes de terre colombiennes, est présent seulement en Amérique du Sud. Il est répandu dans les hauts-plateaux andins sur cultures de pommes de terre, particulièrement entre 2000 et 4000 mètres d'altitude. On le rencontre de la Colombie à l'Argentine et au Chili. Il est parfois considéré comme une souche du virus de la mosaïque de l'aubergine (EMV).
La transmission de plante à plante se fait soit par contact entre les plantes, assez facilement, soit par l'intermédiaire d'un insecte vecteur de l'ordre des coléoptères et du genre Epitrix, avec une efficacité plus limitée. Il peut aussi se transmettre par les graines ainsi que par les tubercules aux générations successives. Dans le cas des tubercules, la transmission est erratique, allant de 30 à 100 % des cas.
Outre la pomme de terre cultivées, ses hôtes sont aussi des espèces de pommes de terre sauvages, d'autres plantes cultivées dans les Andes, comme le quinoa et l'amaranthe « Kiwicha », ainsi que diverses plantes adventices qui peuvent servir de réservoir pour de nouvelles infections.
Ses symptômes sur pomme de terre sont variés et d'autant plus marqués que la plante pousse dans un climat froid. Le qualificatif de « latent » lui a été donné parce qu'il se manifestait par des symptômes très légers, en infection primaire, lorsqu'il fut inoculé à des pommes de terre cultivées en serre en Grande-Bretagne, mais des symptômes variés apparaissent dans son aire de répartition, particulièrement en infection secondaire, et peuvent être aggravés en cas d'infection conjointe avec un autre virus, notamment l'APMV (virus de la marbrure de la pomme de terre des Andes). Ces symptômes vont de la mosaïque foliaire plus ou moins sévère, à la chlorose en réseau des nervures des feuilles, et à des déformations ou des rugosités des feuilles, et un rabougrissement de la plante. L'importance économique de cette maladie n'a pas été évaluée précisément, mais des mesures de quarantaines sont prises dans les régions du monde indemnes de ce virus.
Cet agent phytopathogène est porté à la liste établie par le groupe Australie.

## Référence biologique
- (en) ICTV : Andean potato latent virus  (consulté le 28 février 2021)